# Richard Gilman Folsom
Richard Gilman Folsom (Los Angeles, 3 de fevereiro de 1907 — 11 de março de 1996) foi um engenheiro mecânico estadunidense.